# 2012-es Mercury Insurance Open
A 2012-es Mercury Insurance Open női tenisztornát a kaliforniai Carlsbadban rendezték meg 2012. július 16. és 22. között. A verseny Premier kategóriájú volt, a mérkőzéseket kemény pályán játszották, 2012-ben 32. alkalommal.

## Győztesek
Egyéniben a második kiemelt Dominika Cibulková szerezte meg a tornagyőzelmet, a 95 percig tartó döntőben 6–1, 7–5-re felülmúlva az első kiemelt Marion Bartolit. A szlovák játékos másodszor diadalmaskodott WTA-versenyen, a másik sikerét szintén egy Premier tornán érte el, 2011-ben Moszkvában.
Párosban a Raquel Kops-Jones–Abigail Spears-kettős bizonyult a legjobbnak, a fináléban 6–2, 6–4-re legyőzve a Vania King–Nagyja Petrova-duót. Az amerikai páros a harmadik közös sikerét érte el a WTA-tornákon, de az elsőt egy Premier szintű versenyen. Kops-Jones összességében az ötödik, míg Spears a hetedik páros címét szerezte meg.

## Döntők

### Egyéni
Dominika Cibulková –  Marion Bartoli 6–1, 7–5

### Páros
Raquel Kops-Jones /  Abigail Spears –  Vania King /  Nagyja Petrova 6–2, 6–4

## Világranglistapontok
| Eredmény           | Egyéni | Páros |
| ------------------ | ------ | ----- |
| Győzelem           | 470    | 470   |
| Döntő              | 320    | 320   |
| Elődöntő           | 200    | 200   |
| Negyeddöntő        | 120    | 120   |
| 16 között          | 60(1)  | 1     |
| 32 között          | 1      | –     |
| Főtáblára jutás    | 12     | –     |
| Selejtező (döntő)  | 8      | –     |
| Selejtező (1. kör) | 1      | –     |

## Pénzdíjazás
A torna összdíjazása 740 000 amerikai dollár volt. Az egyéni bajnok 96 000 dollárt, a győztes páros együttesen 31 000 dollárt kapott.
| Eredmény           | Egyéni   | Páros    |
| ------------------ | -------- | -------- |
| Győzelem           | 96 000 $ | 31 000 $ |
| Döntő              | 53 000 $ | 15 500 $ |
| Elődöntő           | 28 500 $ | 8000 $   |
| Negyeddöntő        | 15 500 $ | 4325 $   |
| 16 között          | 8750 $   | 2350 $   |
| 32 között          | 4600 $   | –        |
| Selejtező (döntő)  | 2525 $   | –        |
| Selejtező (1. kör) | 1250 $   | –        |